# Saribus woodfordii
Espèce
Synonymes
- Livistona beccariana Burret[2]
- Livistona woodfordii Ridl.[2]

Statut de conservation UICN

 VU D2 : Vulnérable
Saribus woodfordii est une espèce de plantes de la famille des Arecaceae. 
Cette espèce était connue sous le nom Livistona woodfordii mais elle est maintenant intégrée dans le genre Saribus, après que les études de Phylogénomique de Christine Bacon et William J. Baker aient permis ce rapprochement.

## Publication originale
- The Gardeners' Chronicle & Agricultural Gazette 1898(1): 177. 1898.